# Nodulisporium cecidiogenes
Nodulisporium cecidiogenes är en svampart som beskrevs av Jørg. Koch 1994. Nodulisporium cecidiogenes ingår i släktet Nodulisporium och familjen kolkärnsvampar.   Inga underarter finns listade i Catalogue of Life.